# Афанасьев, Максим Андреевич
Максим Андреевич Афанасьев (род. 11 января 1998, Ярославль) — российский хоккеист, защитник.

## Клубная карьера
Начал заниматься хоккеем в родном Ярославле — в школе «Локомотива» и прошёл всю структуру клуба. Всю карьеру в школьной команде выступал за «Локомотив-98» на позиции защитника. К окончанию спортивной школы был уже одним из лидеров коллектива, а также стал двукратным чемпионом России среди юношей — в 2014 году с «Витязем», а в 2015 году в составе объединённой команды двух ярославских школ. В 2014 году дебютировал в НМХЛ в составе клуба «Локо-Юниор». В сезоне 2014/15 провёл 38 матчей, набрав 13 (2+11) очков. Сезон 2015/16 провёл в МХЛ, первую половину в составе юниорской сборной России, проведя 20 матчей и набрав 5 (1+4) очков, а вторую половину провёл в составе клуба «Локо», проведя 20 матчей и набрав 5 (1+4) очков. По итогам сезона выиграл с «Локо» Кубок Харламова. Летом 2016 года вместе с молодёжной командой выиграл Кубок мира среди молодёжных команд. Всего за «Локо» в МХЛ провёл 131 матч, набрав 38 (10+28) очков.
Летом 2017 года проходил предсезонную подготовку с главной командой «железнодорожников», и уже 25 августа дебютировал в КХЛ, сыграв четыре смены в домашнем матче против «Слована» (5:1). С начала сентября по середину октября Афанасьев выступал за «Локо», после чего он был командирован в команду ВХЛ, сыграв за фарм-клуб ХК «Рязань» в общей сложности 9 матчей и набрав 1 (0+1) очко. В декабре защитник успел поиграть за команды всех трёх лиг. Всего в дебютном для себя сезоне 2017/18 в КХЛ Максим сыграл в восьми матчах, дважды — в домашнем поединке против «Адмирала» и выездной встрече со «Спартаком» — его игровое время превышало 10 минут. Концовку сезона Афанасьев провёл в «Локо», вместе с которым во второй раз стал обладателем Кубка Харламова.
К сезону 2018/19 готовился также вместе с командой КХЛ, отлучившись ненадолго лишь в августе, чтобы принять участие в Кубке мира среди молодёжных команд. На этом турнире защитник сыграл 3 матча, набрал 3 (1+2) очка и вместе с «Локо» выиграл очередной трофей. В большинстве матчей сезона он проводил на льду более 10 минут, иногда даже появлялся в стартовой пятёрке, а в своём первом полном сезоне за «Локомотив» Афанасьев сыграл 42 матча, набрал 9 (1+8) очков, при показателе полезности «+9». После окончания сезона с «Локомотивом» присоединился к «Локо» в плей-офф МХЛ и в третий раз выиграл главный трофей молодёжной лиги. В октябре 2019 года был ненадолго отправлен в ВХЛ в «Буран». В итоге за воронежский клуб сыграл 14 матчей, набрав 4 (1+3) очка. Всего выступал в системе «Локомотива» до конца сезона 2019/20, проведя в КХЛ 76 матчей, набрав 12 (2+10) очков.
2 июля 2020 года перешёл в «Северсталь». 17 ноября 2020 года расторг контракт с череповецкой командой по соглашению сторон. Всего в сезоне 2020/21 в КХЛ провёл 15 матчей, в которых набрал 1 (0+1) очко при показателе полезности «+1». 18 ноября 2020 года вернулся в «Буран», подписав контракт на два сезона. В сезоне 2020/21 в ВХЛ провёл 27 матчей, набрав 14 (0+14) очков. 10 июня 2021 года перешёл в московский «Спартак», заключив двусторонний контракт до 30 апреля 2022 года. В сезоне 2021/22 в КХЛ провёл один матч, большую часть сезона выступал в фарм-клубе красно-белых, «Химике» из Воскресенска в ВХЛ, проведя 58 игр и набрав 16 (5+11) очков. 1 мая 2022 года заключил новый двусторонний контракт со «Спартаком» на два года. 26 декабря 2022 года в результате обмена стал игроком новокузнецкого «Металлурга». С сезона 2023/24 — игрок АКМ.

## Достижения
Командные
- Обладатель Кубка Харламова (3): 2016, 2018, 2019
- Обладатель Кубка мира среди молодёжных клубных команд (2): 2018, 2019